# Дерябин, Викторин Сергеевич

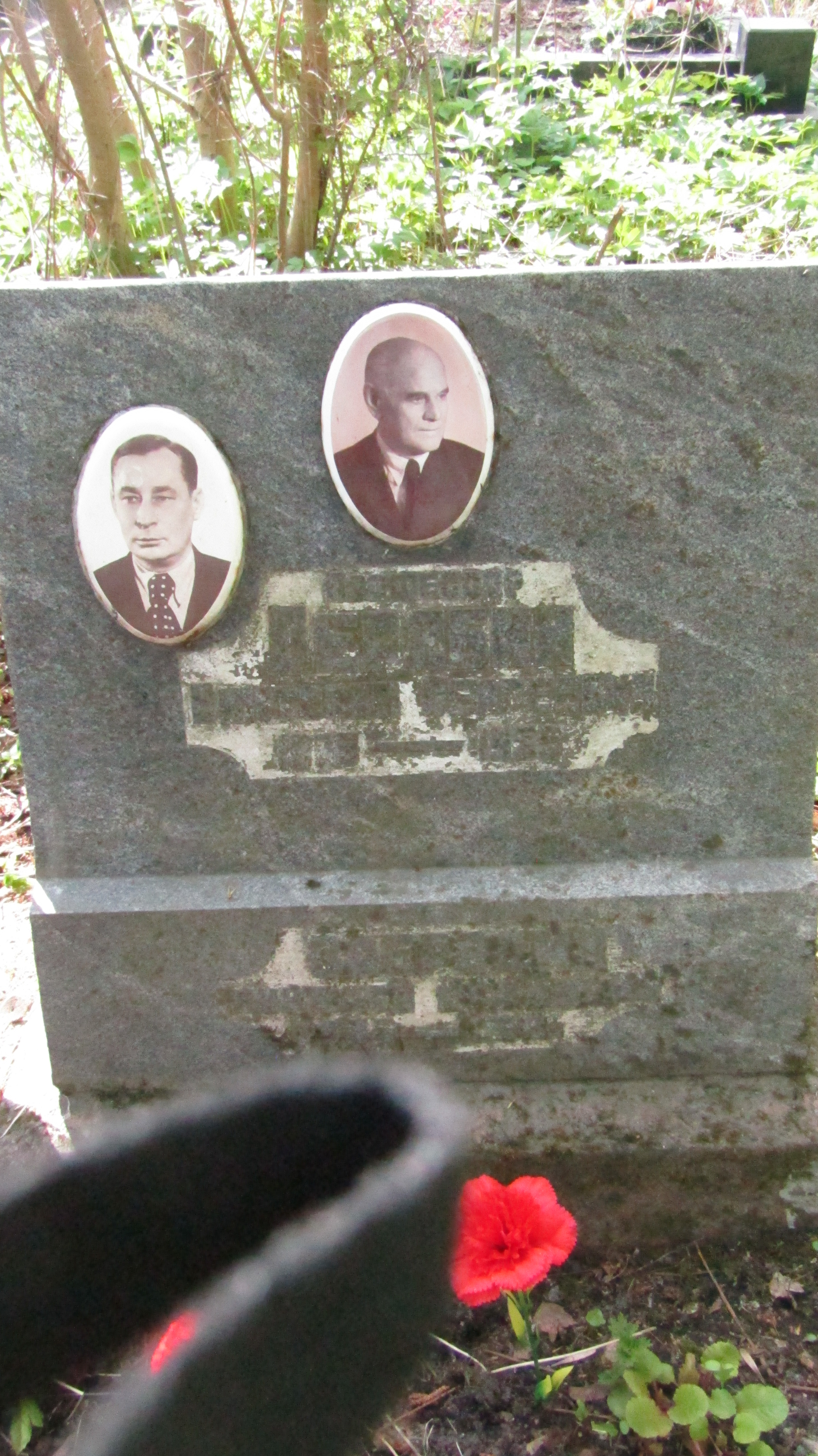
Могила Дерябина В.С., Серафимовское кладбище, Санкт-Петербург.

Виктори́н Серге́евич Деря́бин (9 [21] ноября 1875, Соровское, Пермская губерния — 12 января 1955, Ленинград) — русский и советский психиатр и физиолог, доктор медицинских наук (1936), ученик и продолжатель дела И. П. Павлова. Главной проблемой, которой занимался В. С. Дерябин, являлась психофизиологическая проблема. В. С. Дерябин подходил к решению этой проблемы с позиций материалистического монизма — единства психических и физиологических процессов в головном мозге и во всем организме.

## Биография
Викторин Дерябин родился 9 (21) ноября 1875 года в семье священника в селе Соровском (Мезенском) Осиновской волости Шадринского уезда Пермской губернии, ныне деревня входит в Шадринский муниципальный округ Курганской области. Из потомственных почётных граждан; имения ними не значится. В семье было семеро детей.
В 1895 году окончил Екатеринбургскую мужскую гимназию. С шестого класса участвовал в работе нелегального гимназического кружка. В 1895 году поступил на естественное отделение физико-математического факультета Императорского Московского университета. Здесь он принимал активное участие в движении демократически настроенного студенчества. 23 декабря 1896 (4 января 1897) года в г. Москве за участие в Союзном Совете студенческих землячеств был обыскан, но, так как 26 декабря 1896 (7 января 1897) года выбыл в Калужскую губернию, остался неарестованным. 22 января (3 февраля) 1897 года Московским охранным отделением был задержан и по постановлению министра внутренних дел был подчинён гласному надзору полиции на два года, на родине, в Пермской губернии. Из университета был отчислен. В 1898 году от гласного надзора полиции был освобождён с воспрещением жительства в столицах вплоть до особого распоряжения
В январе 1899 года был принят в число студентов медицинского факультета Императорского Юрьевского университета. В марте 1899 года за участие в общестуденческом съезде в Москве исключён из университета под предлогом непосещения лекций. 21 апреля (3 мая) 1899 года в Москве, в квартире Ильи Ивановича Шишановича, был арестован, содержался под стражей в Арбатском полицейском доме и по делу о «Всероссийском студенческом съезде» привлекался к дознанию по 318 статье уложения о наказаниях при Московском охранном отделении и выслан на родину в г. Шадринск под гласный надзор полиции. В августе 1900 года был вновь принят в число студентов Юрьевского университета, но в марте 1902 года был отчислен за участие в общеинститутской недозволенной сходке. В 1903 году получил отказ министра народного просвещения на своё прошение о продолжении образования в одном из университетов России.
После исключения из российских университетов, В. С. Дерябин продолжил высшее образование в Германии, где с 1906 по 1908 годы учился на медицинском факультете Мюнхенского университета, посещал лекции уже знаменитого в те годы психиатра Э. Крепелина, определившего его выбор медицинской специальности — психиатрии.
В январе 1906 года был арестован в Жиздренском уезде Калужской губернии за подстрекательство крестьян деревни Марьино к захвату частновладельческой земли и неплатежу казённых повинностей; с 12 (25) января 1906 года содержался под стражей в Жиздренской уездной тюрьме, а 5 февраля был выслан под гласный надзор полиции в Архангельскую губернию на четыре года. В августе 1906 года получил разрешение уехать за границу.
В 1908 году В. С. Дерябин окончил учёбу в университете, успешно защитив диссертацию «Zur Kenntnis der malignen Nebennierentumoren (К вопросу о злокачественных опухолях надпочечников)».
После возвращению в Российскую империю Дерябин в 1909 году сдал лекарские экзамены в Московском университете и работал уездным врачом в Пинежском уезде Архангельской губернии (с января по ноябрь 1910 года), затем в Шадринском уезде Пермской губернии.
С января 1911 года по февраль 1912 года сдавал докторантские экзамены при Московском университете.
С февраля по сентябрь 1911 года работал в качестве ординатора в психиатрической клинике Московского университета, руководимой профессором В. П. Сербским.
С декабря 1912 по июнь 1914 годы В. С. Дерябин работал в Санкт-Петербурге в руководимых И. П. Павловым лабораториях при Институте экспериментальной медицины и Военно-медицинской академии. Выполненная под руководством И. П. Павлова работа легла в основу его диссертации на степень доктора медицины «Дальнейшие материалы к физиологии времени как условного возбудителя слюнных желез», защищённой в марте 1917 года.
В августе 1914 года был мобилизован и служил последовательно младшим врачом пешей дружины, врачом пехотного полка, старшим ординатором дивизионного лазарета. С июня по сентябрь 1917 года состоял членом Главного Военно-Санитарного Совета, будучи выбранным врачами Юго-Западного фронта. С сентября 1917 года был ординатором эвакуационного госпиталя для нервных и душевно больных.
После демобилизации, с марта 1918 года по август 1919 года работал в Шадринском Земстве сначала санитарным врачом, затем врачом Городской Земской больницы. В августе 1919 года мобилизован в Русскую армию Колчака, а с января по март 1920 г. служил помощником главного врача 2-го Петропавловского госпиталя Рабоче-крестьянской Красной Армии.
С августа 1920 по ноябрь 1922 года работал врачом-ординатором, заместителем главного врача, а с 1923 года — главным врачом Сибирской областной психиатрической больницы. Одновременно, с января 1923 года работал старшим ассистентом кафедры нервных и душевных болезней Томского государственного университета. При кафедре он организовал экспериментально-психологическую лабораторию для исследования психических нарушений у больных.
В 1927 году В. С. Дерябин переехал в Иркутск, где организовал первую в Сибири самостоятельную кафедру психиатрии медицинского факультета Иркутского государственного университета.
В декабре 1933 года В. С. Дерябин возвратился в Ленинград, где по рекомендации И. П. Павлова поступил сотрудником 1-го разряда в руководимый Л. А. Орбели отдел специальной и эволюционной физиологии Всесоюзного института экспериментальной медицины. Научная работа в предвоенный период была посвящена экспериментальному изучению проблемы корково-подкорковых взаимоотношений в нервной деятельности.
С 1941 по 1944 год работал в эвакуации в клинике нервных болезней Свердловского медицинского института, используя свой опыт лечения раненых с повреждениями спинного и головного мозга, а также являлся главным консультантом-психиатром Уральского военного округа.
В мае 1944 года возвратился в Ленинград и продолжил работу по физиологии в должности старшего научного сотрудника Института физиологии им. И. П. Павлова АН СССР, профессор (1945). С 1948 года, оставаясь в штате Института физиологии им. И. П. Павлова АН СССР, работал в физиологическом отделе Естественно-научного института им. П. Ф. Лесгафта и в Индивидуальной группе академика Л. А. Орбели.
В 1949 году, в связи со 100-летием со дня рождения И. П. Павлова, В. С. Дерябин написал воспоминания об учителе, в которых анализировал личность И. П. Павлова как учёного с учётом его психофизиологических особенностей.
После выхода на пенсию в 1951 году В. С. Дерябин основное внимание уделял работе над монографией «Чувства, влечения и эмоции» и написанию статей методологического содержания. Продолжал работать нештатным сотрудником Индивидуальной группы академика Л. А. Орбели АН СССР.
Викторин Сергеевич Дерябин скоропостижно скончался 12 января 1955 года в городе Ленинграде, ныне город Санкт-Петербург. Произошло это в ходе острого обсуждения научной статьи в последнем номере «Физиологического журнала СССР им. И. М. Сеченова». Похоронен на Серафимовском кладбище, ныне муниципального округа Озеро Долгое Приморского района города Санкт-Петербурга.

## Научная деятельность
В своих работах В. С. Дерябин касался методологических подходов к изучению психики с учётом достижений физиологических школ И. П. Павлова и А. А. Ухтомского. Учение И. П. Павлова о высшей нервной деятельности, в частности его представления о корково-подкорковых взаимоотношениях, и учение А. А. Ухтомского о доминанте он рассматривал как основу материалистического изучения и понимания психических процессов.
В. С. Дерябин впервые выдвинул положение о единой психофизиологической доминанте при влечениях (ныне — мотивациях). Базовые потребности, такие как потребность в пище, питье, поддержании температуры тела, в самосохранении, воспроизведении потомства, В. С. Дерябин рассматривал в единстве с лежащими в их основе потребностями организма в поддержании постоянства внутренней среды — гомеостаза. При этом В. С. Дерябин неоднократно подчёркивал, что зависимость жизненных чувств (голод, жажда) и связанного с ними эмоционального тона ощущений от отклонений показателей гомеостаза (например, зависимость чувства голода от снижения уровня глюкозы в крови ниже нормы) остаётся, как правило, за пределами сознания индивида. Это создаёт у человека иллюзию свободы воли по удовлетворению этих насущных потребностей.
На примере голода учёный показал, что ощущения голода и психические переживания при нём находятся в неразрывном единстве, подчиняясь закону доминанты А. А. Ухтомского. В. С. Дерябин подчёркивал, что все психические функции (восприятие, внимание, отбор ассоциаций, мышление) и двигательная активность подчинены единой цели — поискам путей к удовлетворению господствующего влечения к пище и лежащей в его основе доминирующей потребности организма в поддержании гомеостаза. В субъективном сознании это проявляется в стремлении прекратить неприятные ощущения с их негативной эмоциональной окраской, связанные с голодными сокращениями желудка.
В. С. Дерябин считал, что «…движущей силой являются эмоции. Интеллект сам по себе бесплоден. Ум, освобождённый от влияний эмоций, похож на механизм, из которого вынута пружина, приводящая его в действие. Разум — только рабочий аппарат». Согласно идеям В. С. Дерябина, аффективность интегрирует психические процессы (внимание, мышление, активность) с целью избавиться от негативных ощущений и эмоций, связанных с неудовлетворённой актуализированной потребностью: подхлестывая страданием и маня наслаждением, организм добивается удовлетворения своих насущных потребностей.

## Основные труды

### Монографии
- Дерябин В. С. Психология личности и высшая нервная деятельность. Психофизиологические очерки. — М.: ЛКИ, 2010.
- Дерябин В. С. Чувства, влечения, эмоции. О психологии, психопатологии и физиологии эмоций. — М.: ЛКИ, 2010.

### Статьи
- Дерябин В. С. Письмо внуку // «Нева». — СПб., 1994, № 7, с. 146—156.
- Дерябин В. С. О закономерности психических явлений (публичная вступительная лекция) // «Психофармакология и биологическая наркология». — М., 2006, т. 6, № 3, с. 1315—1321.
- Дерябин В. С. Психофизиологическая проблема и учение И. П. Павлова о «слитии» субъективного с объективным. // «Психофармакология и биологическая наркология». — М., 2007, т. 7, № 3-4, с. 2002—2007.
- Дерябин В. С. Задачи и возможности психотехники в военном деле // «Психофармакология и биологическая наркология». — М., 2009, т. 9, № 3-4, с. 2598—2604.
- Дерябин В. С. О потребностях и классовой психологии (Публикация О. Н. Забродина) // «Философия и гуманитарные науки в информационном обществе». — СПб., 2013, № 4, с. 109—136.
- Дерябин В. С. О некоторых законах диалектического материализма в психологии // «Вестник Петровской академии». — СПб., 2013, № 2, с. 74—85.
- Дерябин В. С. О некоторых законах диалектического материализма в психологии // «Философия и гуманитарные науки в информационном обществе». — СПб., 2014, № 2, с. 87—119.
- Дерябин В. С. Эмоции, порождаемые социальной средой // «Философия и гуманитарные науки в информационном обществе». — СПб., 2014 , № 3, с. 115—146.
- Дерябин. В. С. Ошибки формальной логики в истории учения о прогрессивном параличе // Философия и гуманитарные науки в информационном обществе. 2017. В.2 (16). С. 126—132. [Электрон.ресурс]. — Режим доступа: www.fikio.ru.

## Семья
Жена Елена Александровна Захарова (ум. 1943, Ленинград), врач-психиатр. Дети: Нина (род. 1912), Сергей (1918 — июнь 1941, пропал без вести на фронте) и Ольга (род. 1919).